# Kamimuria lepida
Kamimuria lepida är en bäcksländeart som beskrevs av František Klapálek 1913. Kamimuria lepida ingår i släktet Kamimuria och familjen jättebäcksländor. Inga underarter finns listade i Catalogue of Life.